# Mericarpaea ciliata
Mericarpaea ciliata là một loài thực vật có hoa trong họ Thiến thảo. Loài này được (Banks & Sol.) Eig mô tả khoa học đầu tiên năm 1937.